# Phygopoda jacobi
Phygopoda jacobi är en skalbaggsart som beskrevs av Fuchs 1961. Phygopoda jacobi ingår i släktet Phygopoda och familjen långhorningar.
Artens utbredningsområde är Paraguay. Inga underarter finns listade i Catalogue of Life.